# カーツ (フリゲート)
| USS Curts FFG-38 |                                                                                           |
| 艦歴             |                                                                                           |
| 発注:            | 1979年4月27日                                                                             |
| 起工:            | 1981年7月1日                                                                              |
| 進水:            | 1982年3月6日                                                                              |
| 就役:            | 1983年10月8日                                                                             |
| 退役:            | 2013年1月25日                                                                             |
| 除籍:            |                                                                                           |
| その後:          | 標的艦としてとして海没処分。                                                              |
| 要目             |                                                                                           |
| 排水量           | 基準: 3,225 t                                                                             |
| 排水量           | 満載: 4,100 t                                                                             |
| 全長             | 453 ft (138 m)                                                                            |
| 全幅             | 45.4 ft (13.8 m)                                                                          |
| 吃水             | 24 ft (7.3 m)                                                                             |
| 機関             | COGAG方式                                                                                 |
| 機関             | LM2500-30ガスタービンエンジン (20,500hp) ×2基                                             |
| 機関             | 可変ピッチプロペラ（5翔）×1軸                                                             |
| 機関             | 非常用旋回式スラスタ（350hp）×2基                                                         |
| 最大速           | 29ノット以上                                                                              |
| 航続距離         | 4,500 海里（20ノット巡航時）                                                              |
| 乗員             | 206名（士官13名）                                                                         |
| 兵装             | Mk.75 76mm単装速射砲×1基                                                                  |
| 兵装             | Mk.38 25mm単装機銃×2基                                                                    |
| 兵装             | Mk.15 20mmCIWS×1基                                                                        |
| 兵装             | M2 12.7mm単装機銃×4基                                                                     |
| 兵装             | Mk.13 mod.4単装ミサイル発射機×1基 * SM-1MR SAM * ハープーンSSM を発射可能 ※2003年以降撤去 |
| 兵装             | Mk.32 mod.17 3連装短魚雷発射管×2基                                                        |
| 艦載機           | SH-60B LAMPSヘリコプター×2機                                                              |
| C4ISTAR          | NTDS (JTDS＋リンク 11/14)                                                                 |
| C4ISTAR          | Mk.92 FCS (SM-1MR, 76mm砲用)                                                              |
| C4ISTAR          | AN/SQQ-89 ASWCS                                                                           |
| センサ           | AN/SPS-49 対空捜索レーダー                                                                |
| センサ           | AN/SPS-55 対水上捜索レーダー                                                              |
| センサ           | AN/SQS-56 船底装備ソナー                                                                  |
| センサ           | AN/SQR-19 曳航ソナー                                                                      |
| 電子戦           | AN/SLQ-32(V)5 ESM/ECM装置                                                                 |
| 電子戦           | Mk.36 デコイ発射装置                                                                      |
| モットー:        |                                                                                           |

カーツ (英語: USS Curts, FFG-38) は、アメリカ海軍のミサイルフリゲート。オリバー・ハザード・ペリー級ミサイルフリゲートの29番艦。艦名はモーリス・カーツ中将(1898 - 1976)に因む。

## 艦歴

### 太平洋艦隊
カーツは1979年4月27日、1979会計年度の予算計画（FY79プログラム）の一部としてカリフォルニア州サンペドロのトッド・パシフィック造船所に建造発注された。1981年7月1日に起工、1982年3月6日に進水し、1983年10月8日に就役した。当初はカリフォルニア州ロングビーチを母港とした。
就役当初の数年間は、本艦は太平洋艦隊に所属するオリバー・ハザード・ペリー級の中で初めて統合対潜システム「AN/SQQ-89」を搭載した艦艇であったことから、特に対潜戦（ASW）に重点を置いた任務に従事する。1985年から1987年の半ばにかけては、ASWを主任務とする第31駆逐戦隊（Destroyer Squadron 31、DESRON 31）に配属され、任務に従事した。この間（1987年）、ソビエト海軍の潜水艦を追尾した功績により、優れた功績を挙げた部隊に与えられる海軍部隊勲功章（Meritorious Unit Commendation）を受章している。

### 中東へ
1988年には戦艦ミズーリを中核とするミズーリ戦闘群に加わり、イラン・イラク戦争中に実施されたクウェートのタンカーに対する船団護衛作戦「アーネスト・ウィル作戦」に参加、北アラビア海やオマーン湾などで任務に従事する。この派遣により、従軍記章の制定されていない作戦・戦役に派遣された部隊に与えられる派兵章（Armed Forces Expeditionary Medal）を受章した。
1988年6月1日、カーツはロングビーチから横須賀に母港を変更した。この時、カーツを含めた2隻のミサイルフリゲートが海外の前線部隊に配属されているが、ミサイルフリゲートが海外の前線部隊に配属されるのは初めてのことだった。カーツと僚艦は、横須賀への配属時、併せてLAMPS MK IIIを搭載したSH-60B シーホーク対潜ヘリコプターを厚木の航空基地に配属するため輸送する任務を負っていた。
本艦にとって最初の本格的な戦闘任務となったのは湾岸戦争である。まずは「砂漠の盾作戦」において、国連において決議された対イラク制裁案に基づき、商船に対する監視・臨検任務を実施した。この任務中、漁業中に航行不能に陥り10日間にわたって漂流していたベトナムの漁民50人を救助している。さらに、「砂漠の盾作戦」に続いて展開された「砂漠の嵐作戦」では、同作戦で海軍が展開した全ての戦闘任務に参加している。特筆される戦果としては、1991年1月24日に実施されたカル島攻略戦において、本艦搭載のヘリコプターが陸軍のヘリコプターとともに攻撃に参加、イラク側の守備隊を制圧するとともに51人のイラク兵を捕虜にしている。また、他の戦果として、機雷2機を破壊、イラク海軍の機雷敷設艦1隻を撃沈、イラク側の情報収集網を破壊、といった結果が記録されている。
1998年に予備役に編入された。予備役編入後は、主に麻薬密売取締に関連する任務・訓練を多く担うようになった。

### 駆逐戦隊
2004年6月の時点でカーツはカリフォルニア州サンディエゴを母港とし、第1駆逐戦隊に所属していた。2007年には同じくサンディエゴを母港とする第23駆逐戦隊（DESRON 23）に配転され、以後退役までDESRON 23で任務に就いた。
2008年、カーツは対テロ戦争の一環としてアメリカ軍がアフガニスタン・イラクで展開する「不朽の自由作戦」（OEF）および「イラクの自由作戦」（OIF）を支援するため、第5艦隊の担当海域に派遣された。本艦にとっては久々となる戦闘支援任務であった。
2013会計年度において退役することが決定、2013年2月27日に退役する予定であることが発表された。最後の任務・航海となったのは、南方軍（SOUTHCOM）の管轄下で実施されている対国際犯罪任務、および麻薬密売取締任務「マルティーヨ作戦」（Operation Martillo）への参加で、2,600万ドル相当のコカイン12トンを押収した。2012年12月3日に母港のサンディエゴへ帰還した。

### 退役
2013年1月25日、退役式典がとりおこなわれ、正式に退役した。退役後、2月27日に予備役に編入された。なお、退役にあたっては、本艦をメキシコ海軍に譲渡する案が連邦議会で上程・検討されていたが、下院では可決されたものの上院では採決に至らず、廃案となった。
2020年9月18日、アメリカ陸・海・空・海兵隊によるマリアナ諸島周辺で実施された共同訓練「バリアント・シールド」の水上艦撃沈訓練（SINKEX）において、空母ロナルドレーガン艦載機、イージス巡洋艦アンティータム、シャイロー、原子力潜水艦シカゴの標的となり海没処分。